# Q (film, 2011)
Pour les articles homonymes, voir Q.
Pour plus de détails, voir Fiche technique et Distribution.
Q est un film français réalisé par Laurent Bouhnik, sorti le 14 septembre 2011.
Le film représente de façon explicite des scènes de sexualité, dont deux scènes qui ne sont pas simulées par les acteurs principaux Déborah Revy, Johnny Amaro et Gowan Didi. La critique a rendu un avis généralement négatif à la sortie du film, regrettant notamment son amateurisme et sa prétention.

## Synopsis
À la mort de son père, Cécile, 20 ans, quelque peu désemparée, cherche un réconfort auprès de ses amies. Elle se réfugie dans la nymphomanie et ses amours, au hasard de rencontres, ont parfois un goût amer. Alice, incomprise par sa mère, rêve d'une grande histoire d'amour. Mais Matt, le garçon qu'elle voit en cachette, est volage. Virginie, insatisfaite, aime profondément son mari mais sa vie de province paraît sans harmonie. Dans la Manche, trois histoires et trois destins qui ne devaient pas se rejoindre... jusqu'à ce que...

## Fiche technique
- Titre : Q
- Titre complet : Q : Amours, désirs et complications…
- Titre international : Desire
- Réalisation : Laurent Bouhnik
- Scénario : Laurent Bouhnik
- Photographie : Dominique Colin
- Son : Frédéric de Ravignan
- Montage : Valérie Pico
- Musique : Ernest Saint Laurent
- Production : Pascal Judelewicz, Ludi Boeken, Chica Benadava, Laurent Bouhnik
- Sociétés de production : Acajou Films et Climax Films (Rebel Rebel)
- Coproducteur: Birka Holding
- Distributeur : Albany Films
- Tournage : juillet-août 2009[réf. nécessaire]
- Pays d’origine :  France
- Langue originale : français
- Genre : comédie dramatique, érotique
- Durée : 103 minutes
- Date de sortie : 
  - France : 14 septembre 2011
- Film interdit aux moins de 16 ans

## Distribution
- Déborah Révy : Cécile
- Hélène Zimmer : Alice
- Gowan Didi : Matt
- Johnny Amaro : Chance
- Johan Libéreau : Manu
- Christelle Benoit : Virginie
- Patrick Hauthier : Yves
- Jean-François Gallotte : père d'Alice
- Fabien Ara : Alex
- Margot Heurtematte : Héloïse
- Aurélia Arto : Alizée
- Yassine Azzouz : Djamel
- Lise Kerverdo : Marion
- Brice Fournier : Maurice
- Noémie Leroux-Cazaubon : Julie
- Bernez Moal : Daniel
- Pascal Judelewicz : séducteur 1
- Ludi Boeken : séducteur 2

## Autour du film
Le long métrage est dédié au très controversé Cyril Collard.
L'affiche du film a été censurée et le film a été exploité dans un réseau de 30 salles.
Le film comporte plusieurs scènes explicites pour lesquelles le réalisateur avait cherché des acteurs « qui acceptent de tourner des scènes avec des actes sexuels non simulés ». Fellation non simulée entre Déborah Révy et Johnny Amaro, ainsi qu'une masturbation de Johnny Amaro par Déborah Révy. Fellation non simulée de Déborah Révy sur Gowan Didi et une autre par Hélène Zimmer sur le même acteur. Scène de masturbation non simulée d'Hélène Zimmer. Cunnilingus non simulé de Patrick Hautier sur Déborah Révy.
Ironie de l'histoire, seule la scène de fellation non simulée par Hélène Zimmer sur Gowan Didi dans la voiture survit au film et cumule en 2024 quelques milliers de vues sur des sites pornographiques.

## Accueil critique
L'accueil du film par la critique a été négatif.
- Le Monde souligne les maladresses de ce film aux allures de porno amateur, « ponctué par des scènes où des voix de femmes parlant de sexe résonnent sur des plans de femmes filmées depuis les pieds jusqu'au ventre dans des douches collectives — des sexes qui parlent en somme ». Pour le quotidien, le film ne parvient pas à livrer un discours original sur la sexualité, alors que le réalisateur « prétend briser un tabou, rendre à la sexualité la place si simple qu'elle avait, selon lui, au temps des hommes des cavernes[4]. »
- Pour Le Figaro, le résultat ressemble à un « film érotique soft, prétentieux, tout juste digne des téléfilms du dimanche soir sur M6 »[5].
- Libération parle d'un film « raté », stylistiquement confus, et dont on ne comprend pas les intentions. Le quotidien ajoute que le film — inspiré, selon le dossier de presse, de Théorème de Pasolini — n'a pas grand-chose « à dire de neuf sur l'éternelle guerre des sexes », et que le projet est en décalage avec l'époque (« comme si rien de ce qui se passe aujourd'hui via la home-pornography généralisée sur Internet n'avait été vu et pensé, comme si l'apparition d'une bite turgescente à l'écran avait encore force de transgression[6] »).
- Télérama déplore la mauvaise qualité de l'interprétation, ainsi qu'un message « finalement assez convenu sur le sexe sans issue, opposé à l'amour, toujours[7]. »
- Les Inrockuptibles relève la « prétention » du film, plombé par un récit « à la fois tarabiscoté et schématique », des « dialogues clichés » et une interprétation « à la limite de la parodie ». L'hebdomadaire remarque toutefois que certaines scènes de sexe sont assez réussies, mais qu'elles servent un récit aux « béquilles scénaristiques, sociologiques ou métaphysiques […] très toc »[8].